# Qu Shengqing
Qu Shengqing (曲圣卿S, Qū ShèngqīngP; Shenyang, 5 giugno 1975) è un ex calciatore cinese, di ruolo attaccante.

## Palmarès

### Club

#### Competizioni nazionali
- Supercoppa di Cina: 1

Shanghai Shenhua: 2002